# Megachernes barbatus
Megachernes barbatus är en spindeldjursart som beskrevs av Beier 1951. Megachernes barbatus ingår i släktet Megachernes och familjen blindklokrypare. Inga underarter finns listade i Catalogue of Life.